# 앵두나무
앵두나무(櫻桃-; Prunus tomentosa)는 중국 화북지방 원산의 낙엽 활엽관목으로서 한국에서는 중북부 지방에서 재배하며 높이는 1-3m가량이다. 잎은 타원형 또는 달걀을 거꾸로 놓은 모양이다. 꽃은 분홍색 또는 흰색으로 4월경에 잎겨드랑이로부터 1-2개씩이 피어난다. 열매 앵두는 공 모양의 핵과로 6월 무렵 빨갛게 익는다. 이 열매로 술을 담궈서 마시면 피로회복과 폐 등 호흡기 질환 예방에 좋다고 한다.

## 주요 성분[1]
주요 성분은 단백질·지방·당질·섬유소·회분·칼슘·인·철분·비타민(A·B1·C) 등이다. 사과산·시트르산 등의 유기산이 들어 있으며, 붉은 빛깔의 색소는 안토시안계로 물에 녹아 나온다. 신맛을 내는 성분은 사과산과 구연산등의 유기산인데 1.5%가량 들어 있다.

## 효능[1]
앵두씨는 생약으로 이용되며 특수성분을 추출해서 기침과 변비의 약재로 쓰이며 앵두의 유기산은 체내에서 신진대사를 도와주며 피로회복의 효능도 가지고 있다.
또 펙틴이라는 성분도 많아 젤리나 잼, 청을 만들어 먹을 수도 있고 정장효과도 있다. 혈액순환을 촉진하고 수분대사를 활발하게 하는 성분이 들어 있어 부종을 치료하는 데 좋고, 폐 기능 향상을 도와 가래를 없애고 소화기관을 튼튼하게 하여 혈색을 좋게 한다. 동상에 걸렸을 때 즙을 내어 바르면 효과가 있다.

## 사진

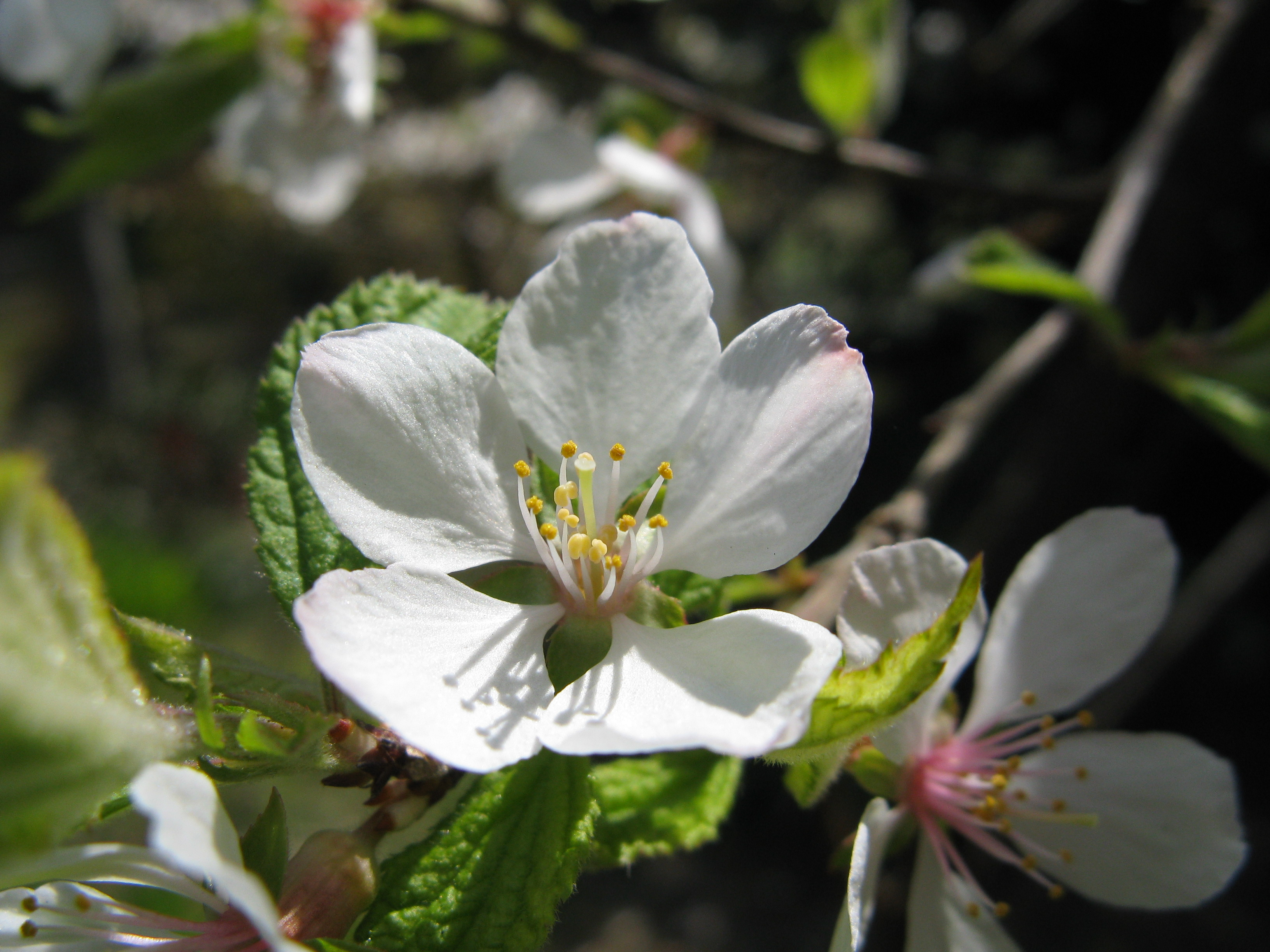
앵두나무의 꽃
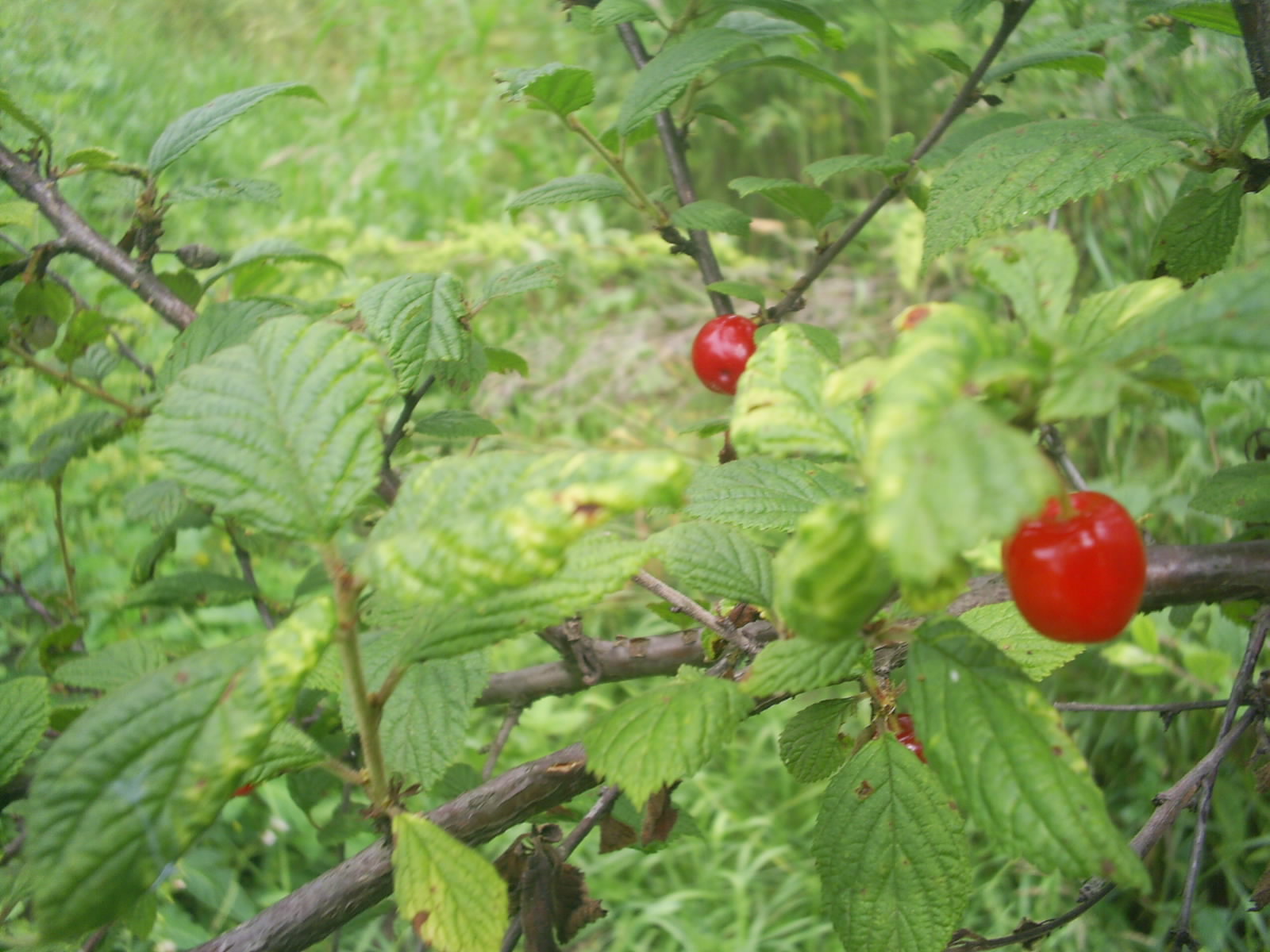
앵두나무의 열매(앵두)
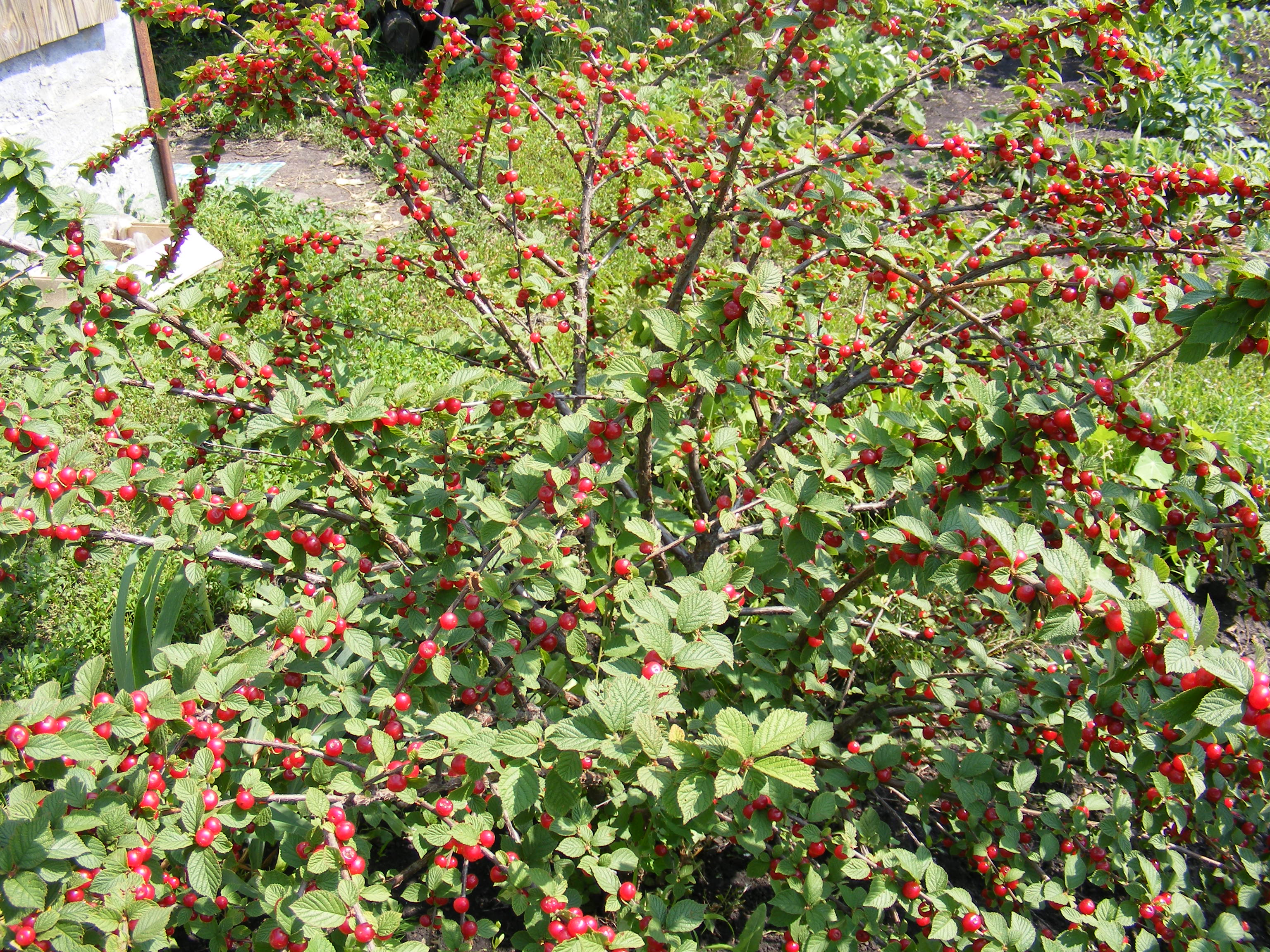
열매가 가득 열린 모습
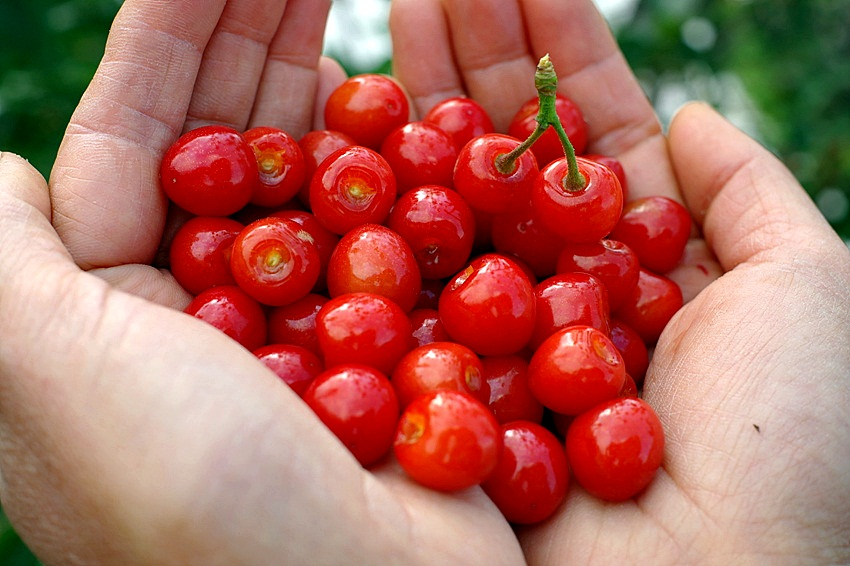
앵두 한 움큼